# هجوم على قرية ميرزا أولانغ
وقع الهجوم على قرية ميرزا أولانغ يوم الخميس، الموافق ل3 أغسطس 2017 في ولاية سربل الأفغانية، وبعد الصراع الذي دام 48 ساعة، تمكنت جماعة طالبان من الاستيلاء على القرية بعد هزيمة قوات الأمن في مواجهة المهاجمين المسلحين في قرية ميرزا اولانغ. قتلت قوات طالبان أثناء الهجوم نحو 50-62 شخصا غالبيتهم مدنيون ومن بينهم نساء وأطفال بالرصاص المباشر والذبح. وهو الرقم المرشح للزيادة وفق مكتب حاكم الإقليم. كانت القرية محاصرة من قبل العناصر المسلحة حتی تمّ فك حصاره بتعاون مع القوات الأمنية الأفغانية والقوات الشعبية المحلية بعد عشرة أيام من الهجوم.

## تفاصيل
وفقا لتقارير قامت قوات طالبان وقوات داعش بهجوم نقطة تفتيش في قرية ميرزا أولانغ في منطقة صياد شمالي ولاية سربل شمالي البلاد. وقع الهجوم بقيادة شير محمد غضنفر، من قادة طالبان في أفغانستان والذي أقسم الولاء لتنظيم داعش، مع ما لا يقل عن 600 جندي من ثلاثة جوانب. وبعد يومين من المقاومة ومن خلال إعطاء الخسائر من 10 قتلى و 12 جريحا وقتل 27 من أفراد الأمن والدفاع، استولت على القرية. واستولى الطالبان على هذه القرية بإلقاء النار على أهالي القرية وقطع رئوسهم والذين كانوا من سكان الهزارة. ثم رمي أجسادهم إلى مقابر جماعية والأودية.
وقال الحاكم سار بول ظاهر وحدت أن سبب سقوط هذه القرية هو الافتقار إلى المساعدة الحكومية، واعترف أنه طلب المساعدة من الحكومة المركزية لمدة أربعة أيام، ولكن لم تساعدهم. وقد سقطت القرية في حين كانت مقاطعة كوهيستانات، في ولاية سربل، على أيدي الطالبان لمدة سنتين.

## مقتل وإصابة سكان القرية
واستنادا إلى التقارير، قامت جماعة طالبان بإطلاق النار على أكثر من 50 شخصا أو قطع رئوسهم وألقت القبض على أكثر من 150 أسرة معيشية. وكان معظم القتلى من النساء والأطفال والمسنين الذين لم يتمكنوا من الفرار من القرية. ووفقا للجنة المستقلة لحقوق الإنسان في أفغانستان تمّ تشريد أكثر من 470 أسرة من أسر القرية وهربوا إلى قرى أخرى وعاصمة ولاية سربل.

### الإفراج عن بعض الأسری
وبعد 4 أيام في 8 أغسطس 2017 تمّ إطلاق سراح 235 مدنيا على الأقل من سكان القرية ووصولهم إلی مدينة سربل تنفيذا للاتفاق الذي تم التوصل إليه بين المتطرفين والشيوخ القبليين جراء مفاوضات استغرقت 4 أيام.

### اكتشاف مقابر جماعية
تمّ العثور على مقابر جماعية تحوي جثث عشرات المدنيين في القرية والتي استعادتها الظلطات الأفغانية مؤخراً من عناصر حركة طالبان وتنظيم داعش. وقال ذبيح الله أماني المتحدث باسم حكومة الولاية: «حتى الآن عثرنا على ثلاث مقابر جماعية في القرية تحوي بقايا 42 شخصا بينهم ثلاثة أطفال وبعض الجثث مقطوعة الرأس».
وأضاف أن غالبية الجثث في هذه المقابر الجماعية “تعود لمدنيين حتى وان كان ممكنا وجود عدد ضئيل من عناصر الأمن بينها".

## ادعاء تعاون طالبان وتنظيم داعش
أفادت المفوضية المستقلة لحقوق الإنسان بأفغانستان بأن الدلائل تفيد تنفيذ الهجوم بشكل مشترك بين الجماعتين كذلك أفاد سكان فارّون من المنطقة أنهم رأوا الأعلام البيضاء التابعة لطالبان والسوداء التابعة لداعش. كما اتهمت كابل حركة طالبان وتنظيم داعش بقتل أهالي القرية في عملية مشتركة.
واعتبر مصدر أمني في كابول أن «حركة طالبان وتنظيم الدولة الإسلامية يتعاونان في مسائل محددة، إذ أن متمردي طالبان خلقوا الفوضى التي سمحت بارتكاب هذه الأعمال الوحشية».

## تبني الهجوم
يذكر أن كلا من «طالبان» و«داعش» أعلنتا مسؤوليتهما عن الهجوم بشكل مستقل، وتمّ تنفيذ العملية بشكل مشترك وهو ما نفته «طالبان». في حين أعلن تنظيم الدولة الإسلامية في بيان نشرته وكالة أعماق التابعة له مسؤوليته عن مقتل 54 شيعيا في ولاية سربل.

## ردود أفعال

### محلية
إيران، أدان المتحدث باسم وزارة الخارجية الإيرانية بهرام قاسمي الجريمة الإرهابية المروعة التي استهدفت منطقة «ميرزاولنك» وأعرب عن مواساته وتضامن الجمهورية الإسلامية مع الحكومة والشعب الأفغاني وعوائل ضحايا الهجوم الإرهابي اللاإنساني داعيا أفراد الشعب الأفغاني إلى الانتباه وإلى مزيد من الوعي وضرورة حفظ الوحدة والتضامن بينهم لمواجهة الكراهية والعدائية القديمة للأعداء الخبثاء الّذين يرتكبون مثل هذه الجرائم والتصرفات الطائفية الإرهابية.